# Synkroniserad konståkning
Synkroniserad konståkning (före detta teamåkning, formationsåkning eller lagåkning) är en gren inom konståkning där lag tävlar mot varandra. Internationella tävlingar anordnas av ISU.
I Sverige finns det sex olika kategorier: nybörjare, ungdom, junior, senior, masters och mix. Ett lag består av 12-16 åkare plus maximalt fyra reserver. Exempel på svenska lag är Team Surprise, Team Boomerang, Team Nova, Team Spirit, Team Rhapsody, Team Seaside, Team Convivium och Team Moonlights (juniorer),Team Karisma (ungdom). 
Synkroniserad konståkning (kort "synkro") går ut på att de individuella åkarna strävar efter att åka så samspelt som möjligt, i harmoni med musiken, i olika formationer så som cirklar, linjer, hjul och block. Musiken får vara vokal. Liksom i de andra konståkningsgrenarna utförs två olika program i tävlingar: kortprogrammet och friprogrammet. Kortprogrammet innehåller fem element, medan det fria programmet innehåller tio element. I det korta programmet ges programkomponenterna en faktor på 0,8 medan motsvarande faktor i det fria programmet är 1,6, vilket innebär att förhållandet mellan korta och fria programmets andelar av den sammanlagda poängsumman är ungefär 1:2.
Synkroniserad konståkning är en relativt ung idrottsgren och den yngsta i konståkningsfamiljen: De första officiella världsmästerskapen hölls år 2000, där svenska Team Surprise segrade. Sedan dess har Finland och Sverige så gott som turvis dominerat topplaceringarna: Finland som världsmästare med sammanlagt åtta segrar för lagen Marigold IceUnity (2002, 2004, 2006, 2014), Rockettes (2008, 2010, 2011) och Team Unique (2013). Sverige har genom tiderna sex stycken VM-titlar genom Team Surprise åren 2000, 2001, 2003, 2005, 2007 och 2012. Åren 2009 och 2015 tog det kanadensiska laget NEXXICE hem vinsten.
På grund av grenens unga ålder och det ännu yngre moderniserade poängsystemet för samtliga konståkningsgrenar lever reglerna och poängsättningen ännu väldigt mycket från säsong till säsong, vilket innebär att de element som utförs och poängsätts inte är närapå fullständigt etablerade, utan snarare experimenterande och nyskapande. Synkro har sitt ursprung i cheerleading på is, och än idag bjuder synkro på halsbrytande lyft, kastningar och andra akrobatska konster. Synkro tenderar att stilmässigt avvika från sina äldre syskon; strikt klassiska musikval och teman är mer ovanliga än svängiga och moderna teman, vilket bidrar till att synkro är en väldigt publikvänlig gren. Än är inte synkroniserad konståkning en olympisk gren, men det är ett realistiskt mål som ISU arbetar för att genomföra - möjligtvis redan till vinter-OS 2022.